# République soviétique socialiste autonome kazakhe
Ne doit pas être confondue avec la République socialiste soviétique kirghize ni avec la République socialiste soviétique kazakhe.
Pour les articles homonymes, voir République socialiste soviétique autonome kirghize.
1920–1936
Entités précédentes :
- Autonomie d'Alash

Entités suivantes :
- RSS kazakhe

La République soviétique socialiste autonome kazakhe était une république autonome dans la république soviétique fédérative socialiste de Russie, au sein de l'Union soviétique. Elle a existé de 1920 à 1936. Son territoire correspond à celui du Kazakhstan actuel.
Elle fut créée le 26 août 1920, au sein de la république soviétique fédérative socialiste de Russie, sous le nom de République soviétique socialiste autonome kirghize, le député Akhmet Baïtoursinoff étant président du Comité révolutionnaire du kraï kazakh. On lui donna ce nom parce que les Occidentaux confondaient fréquemment à l'époque les Kazakhs et les Kirghizes. Elle fut rebaptisée « République soviétique socialiste autonome kazakhe » en 1925.
En 1929, la ville d'Alma-Ata (aujourd'hui Almaty) fut désignée comme capitale.
1929-1933 : famines soviétiques de 1931-1933 : environ un tiers de la population kazakhe, soit près d'1,3 million de personnes sur environ 4 millions, périt des suites de ces événements.
Elle devint le 5 décembre 1936 une république socialiste soviétique directement au sein de l'Union soviétique : la République socialiste soviétique kazakhe.